# Tungsten Graphics
Tungsten Graphics, Inc. est une société spécialisée dans le graphisme 3D à qui l'on doit un certain nombre d'avancées en matière d'affichage, notamment pour les systèmes d'exploitation GNU/Linux.
Son travail se retrouve ainsi dans :
- le gestionnaire de mémoire pour processeurs graphiques Translation Table Maps (TTM), un système à la fois concurrent et complémentaire du gestionnaire Graphics Execution Manager (GEM) inclus dans le noyau Linux ;
- Mesa 3D, une bibliothèque graphique libre qui fournit une implémentation générique d'OpenGL pour réaliser des rendus graphiques tridimensionnels en temps réel (en particulier le projet Gallium3D que l'on retrouve aujourd'hui intégré à MESA 3D a été développé Tungsten Graphics) ;
- Direct Rendering Infrastructure (DRI) un procédé de XFree86 4.x / X.Org permettant aux applications Mesa 3D de gagner du temps en accédant directement au processeur graphique sans passer par le serveur X.

Elle a été créée par quelques-uns des développeurs de Precision Insight Inc. après la fusion de celle-ci avec VA Linux (dont Brian Paul) puis a été rachetée en novembre 2008 par VMware, société spécialisée dans la virtualisation.